# 뤼카 샹송
뤼카 샹송(프랑스어: Lucas Chanson, 1962년 10월 29일~)은 스위스의 전직 유도 선수이다. 1984년 하계 올림픽에 참가했으며 유럽 선수권 대회에서 동메달 1개를 획득했다.